# Imants Ziedonis

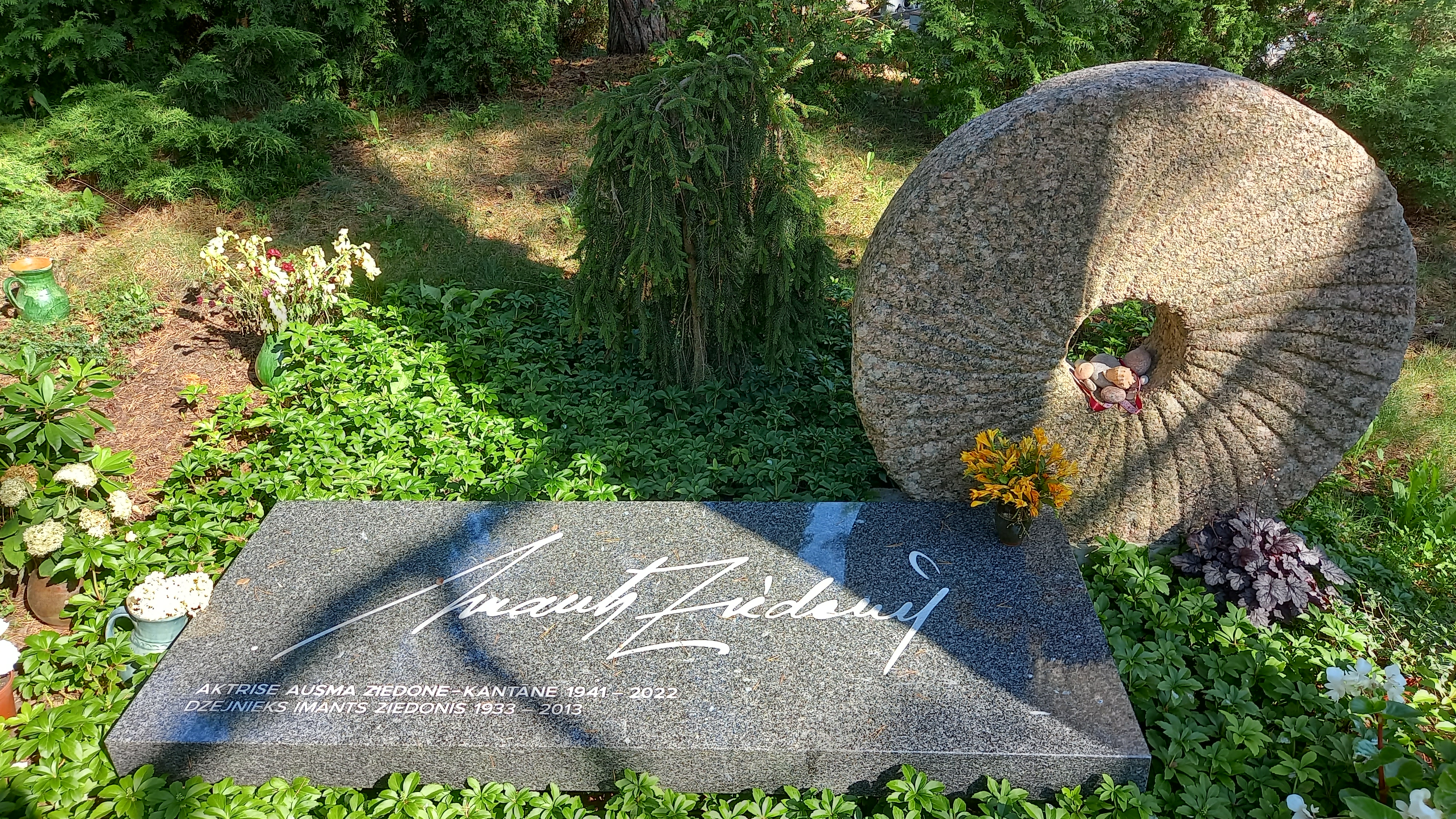
Grabstätte von Imants Ziedonis und Ausma Ziedone-Kantane in Ragaciems

Imants Ziedonis (* 3. Mai 1933 in Ragaciems, bei Tukums in Lettland; † 27. Februar 2013) war ein lettischer Dichter und Schriftsteller sowie Aktivist der Singenden Revolution in Lettland.

## Leben
Imants Ziedonis wurde in eine Familie von Fischern geboren. Seine Eltern ermöglichten ihm eine höhere Schulbildung am Gymnasium in Tukums. Sein Vater wurde unterdessen, im Zuge der Märzdeportationen 1949 im Baltikum, in ein Lager des Gulag bei Ekibastus verschleppt.
Von 1952 bis 1959 studierte Imants Ziedonis an der Fakultät für lettische Sprache und Literatur der Universität Lettlands in Riga. Seinen Lebensunterhalt verdiente er in dieser Zeit mit Gelegenheitsarbeiten, unter anderem im Straßenbau, als Lehrer und als Bibliothekar. 1966/1967 war er Redakteur des Verlags Liesma in Riga.
Ziedonis unternahm Bootsfahrten und lange Wanderungen durch Lettland und ritt im Mai 1963 durch das Altai-Gebirge. Von 1969 bis 1974 baute er sich ein Landhaus bei Murjāņi. Seine Eindrücke aus dem ländlichen Lettland gingen in seine Dichtungen ein und verstärkten sein „Eintauchen“ in die lettischen Volkskultur. Er sammelte mündlich überlieferte Volkserzählungen, schrieb sie nieder und ließ sie in Kinderbüchern aufleben.
Ohne die Okkupation Lettlands durch die Sowjetunion offen anzugreifen, engagierte sich Ziedonis in den 1970er und 1980er Jahren für die Wiedergewinnung der Freiheit des öffentlichen Ausdrucks der lettischen Kultur und 1989/1990 in der Singenden Revolution, dem Kampf für die Wiederherstellung der lettischen Unabhängigkeit. Am 18. März 1990 wurde er in den Obersten Rat der Republik Lettland gewählt, der sich als vorläufiges Parlament konstituierte, und stimmte dort am 4. Mai 1990 für die Erklärung über die Wiederherstellung der Unabhängigkeit der Republik Lettland.
Ziedonis war 1998 der Gründungsdirektor des Lettischen Instituts. Er leitete es bis 2000.
Imants Ziedonis starb am 27. Februar 2013. Er wurde auf dem Friedhof seines Heimatortes Ragaciems beigesetzt.

## Ehrungen
2023 gab Latvijas Banka im Gedenken an Imants Ziedonis eine 5-Euro-Sammlermünze heraus.

## Werke

### Deutsch
- Imants Ziedonis: Farbige Märchen; übersetzt von Jakob Bernstein. Verlag Liesma, Riga 1973 und 1979. (Für die DDR wurde das Buch mit mehreren Kindererzählungen übersetzt).
- Imants Ziedonis: Wegerichblätter. Gedichte, Epiphanien, Märchen. Verlag Liesma, Riga 1989.
- 40 Gedichte in Lettische Lyrik, übersetzt von Edith Zuzena-Metuzala. Verlag Maximilian Dieterich, Memmingen 1983.
- 8 Gedichte in Stern, was sagtest du ... Lettische Gegenwartslyrik; zusammengestellt von Jakob Bernstein und Harijs Skuja.  Verlag Harro von Hirschheydt, Hannover-Döhren 1985.
- 12 Gedichte in Rīga ūdenī / Riga im Wasser. Latviešu dzejas izlase / Auswahl lettischer Lyrik; zusammengestellt von Gundega Zēhauza, übersetzt von Urzula Vēlica. Verlag Tapals, Riga 2004.

### Lettisch

#### Gedichte
- Zemes un sapņu smilts. Riga : LVI (1961)
- Sirds dinamīts. Riga : LVI (1963)
- Motocikls. Riga : Liesma (1965)
- Es ieeju sevī. Riga : Liesma (1968)
- Epifānijas / pirmā grāmata. Riga : Liesma (1971)
- Kā svece deg. Riga : Liesma (1971)
- Epifānijas / otrā grāmata. Riga : Liesma (1974)
- Caurvējš. R.: Liesma (1975)
- Poēma par pienu. Riga : Liesma (1977)
- Epifānijas / pirmā un otrā grāmata. Riga : Liesma (1978)
- Man labvēlīgā tumsā. Riga : Liesma (1979)
- Re, kā. Riga : Liesma (1981)
- Viddivvārpa / poēma grām. “Maize”, kopā ar L. Damianu. Riga : Liesma (1982)
- Taureņu uzbrukums. Riga : Liesma (1988)
- Viegli. Riga : Preses nams (1993)
- Mirkļi. Foreles. Riga : Teātra Anekdotes (1993)
- Epifānijas / trešā grāmata. Riga : Preses nams (1994)
- Ceļa sentiments. Riga : Nordik (2000)
- Trioletas. Riga : Pētergailis (2003)

#### Kindergeschichten und Märchen
- Krāsainās pasakas. Riga : Liesma (1973)
- Lāču pasaka. Riga : Liesma (1976)
- Blēņas un pasakas. Riga : Liesma (1980)
- Kas tas ir — kolhozs? Riga : Liesma (1984)
- Sākamgrāmata. Riga : Liesma (1985)
- Pasaka par bizi. Riga : Jumava (1997)

#### Andere Schriften
- Dzejnieka dienasgrāmata. Riga : Liesma (1965)
- Pa putu ceļu. Riga : Liesma (1967)
- Kurzemīte: 1. grāmata. Riga : Liesma (1970)
- Perpendikulārā karote co-athored with Vitaly Korotiču. Riga : Liesma (1972)
- Kurzemīte. Otrā grāmata. Riga : Liesma (1974)
- Garainis, kas veicina vārīšanos. Raksti, runas, studijas. Riga : Liesma (1976)
- Spēlēju, dancoju. Libretto zur Oper von Imants Kalniņš nach einem Drama von Rainis (1977)
- Tik un tā. Riga : Liesma (1985)
- Mūžības temperaments. Riga : Liesma (1991)
- Tutepatās. Riga : Karogs (1992)
- Ne tas kādam jāzina. Riga : Pētergailis (2005)